# Willem Helmers

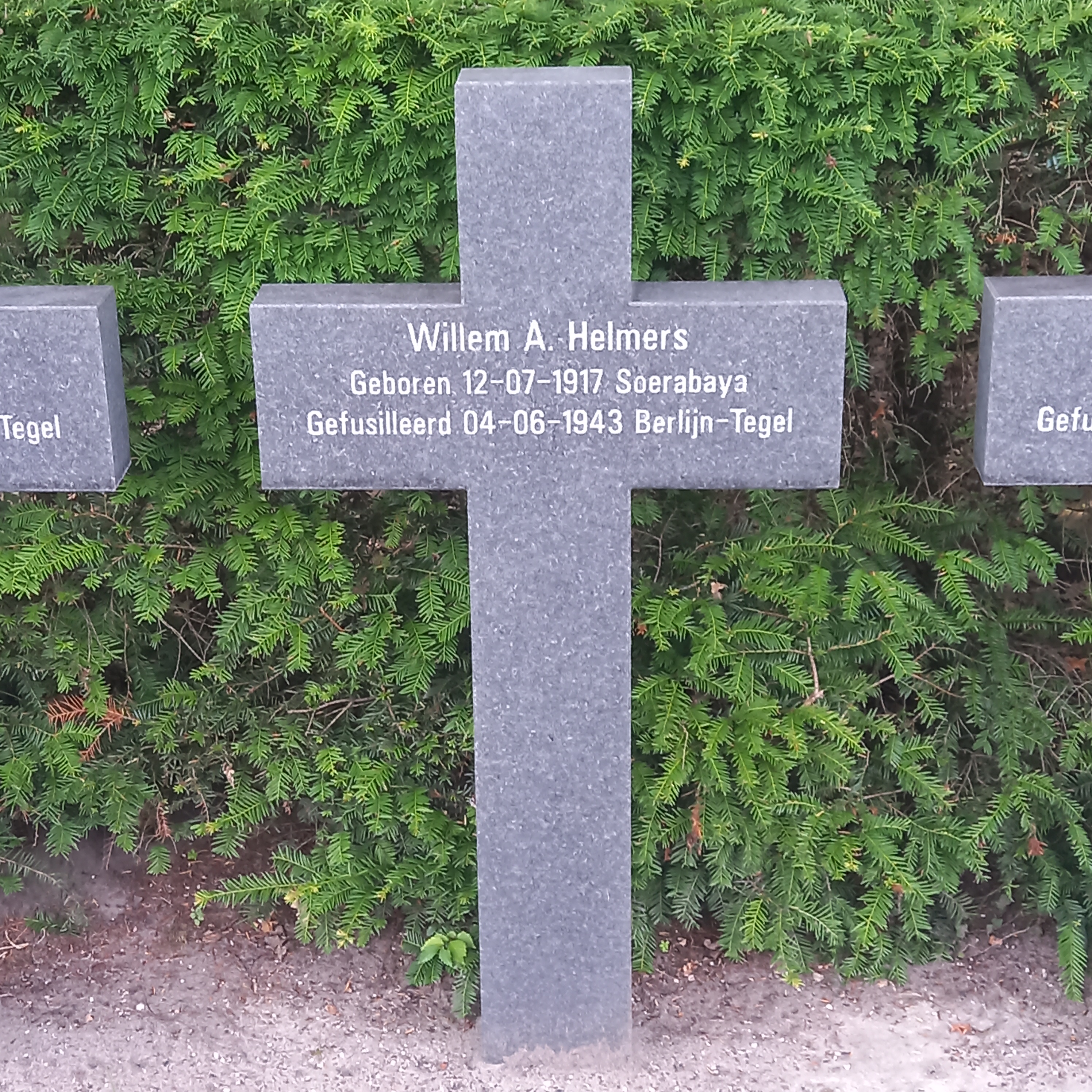
Het graf van Willem Helmers op begraafplaats Westduin in Den Haag

Willem Alfred Helmers (Soerabaja, 12 juli 1917 - Berlijn, 4 juni 1943) was een Nederlands verzetsstrijder uit de Tweede Wereldoorlog. Hij was de jongere broer van Jan Frederik (1910). Toen de oorlog uitbrak studeerde hij toegepaste techniek in Keulen, terwijl Jan als koopman in Duitsland werkte.

## Stijkelgroep
Toen de oorlog uitbrak gingen de broers naar Nederland en werden zij lid van de Stijkelgroep. Met zijn broer werd hij op 6 april 1941 gearresteerd en naar het Oranjehotel in Scheveningen gebracht. Op 24 maart 1942 werden zij naar Berlijn overgeplaatst alwaar zij op 4 juni 1943 werden gefusilleerd.

## Monument

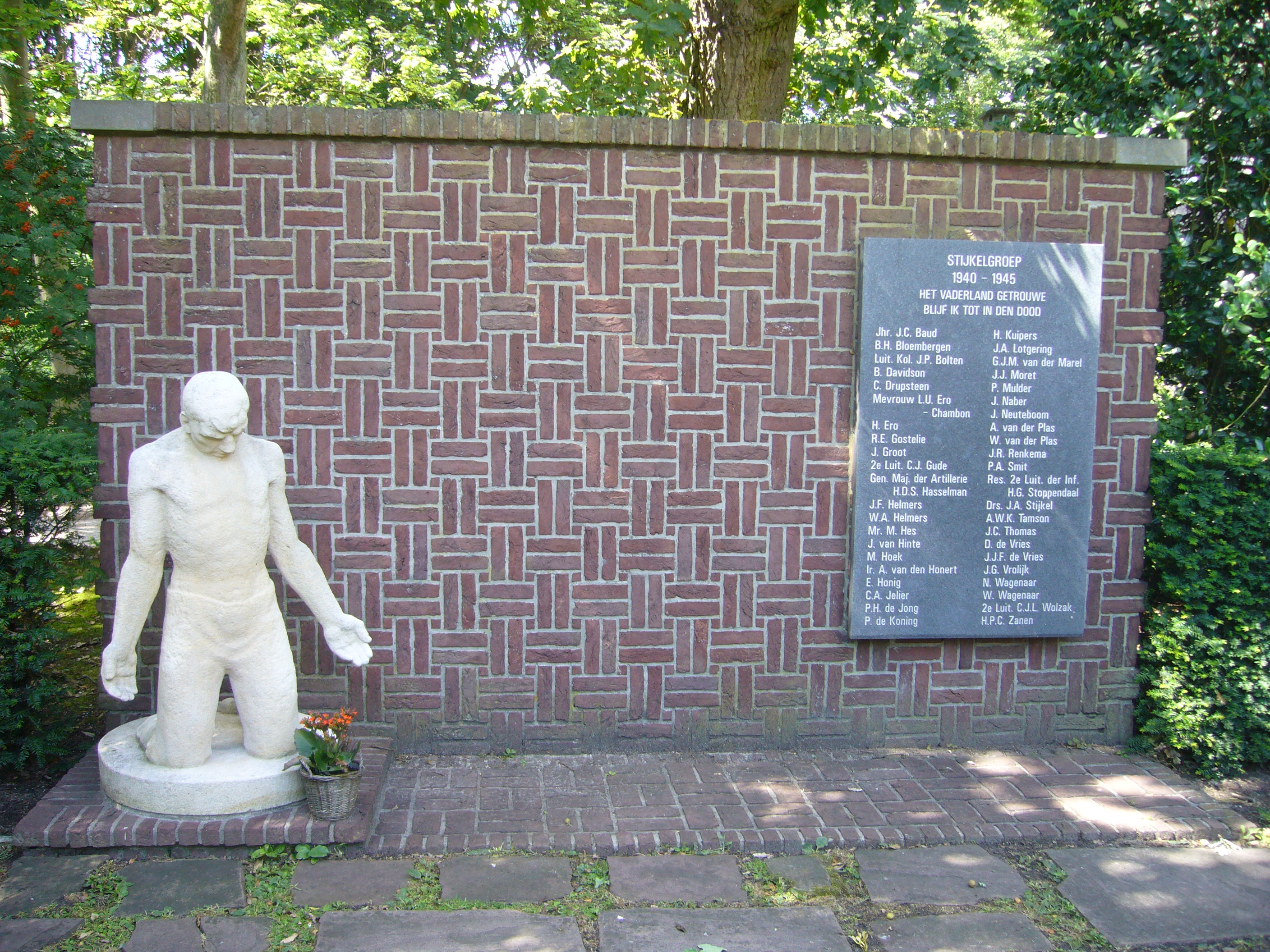
Monument Stijkelgroep

Met de andere gefusilleerde leden van de Stijkelgroep werden zij in Oost-Berlijn begraven, maar hun stoffelijke resten werden in 1947 naar Nederland overgebracht en op de begraafplaats Westduin herbegraven. De houten kruizen werden later vervangen door kalkstenen kruizen. In 1953 werd door burgemeester Schokking een monument voor de Stijkelgroep onthuld.
Hij staat vermeld op de Erelijst van Gevallenen 1940-1945.

## Trivia
Zijn voorvader was Jan Frederik Helmers, dichter in 1812 van 'De Hollandsche Natie' en strijder tegen de overheersing van Napoleon.